# Thunder (singel)
Thunder – trzeci singel brytyjskiej piosenkarki Leony Lewis z jej piątego albumu studyjnego zatytułowanego I Am. Wydany został 24 lipca 2015 roku w Stanach Zjednoczonych, natomiast w Wielkiej Brytanii singel ukazał się 28 września tego samego roku. Twórcami tekstu są Leona Lewis oraz Toby Gad, który jest jednocześnie producentem utworu.

## Kompozycja
"Thunder" to rytmiczna piosenka power popowa z elementami soulu i r’n’b. Niektórzy krytycy uważają, że tekst nawiązuje do Simona Cowella, szefa jej byłej wytwórni płytowej. Według Willa Hodgkinsona z The Times słowa And I won’t wait any longer / When you let me down, I got stronger("Nie będę już dłużej czekać / Wzmocniłam się, kiedy mnie zostawiłeś") są krytyką w stosunku do byłego wydawcy.
Utwór jest zagrany w tonacji H-dur z tempem 92 uderzeń na minutę. Rozpiętość wokalna Lewis sięga w nim ponad dwóch oktaw od dźwięku F♯3 do G♯5.

## Recenzje
Według Stephena Thomasa Erlewine'a z AllMusic "Thunder" wraz z innym singlem z płyty I Am – "Fire Under My Feet" są najmocniejszymi piosenkami Lewis w jej karierze jak dotąd. Dziennikarz Digital Spy Lewis Corner określił Thunder za jeden z najlepszych na płycie wraz z Power, Another Love Song oraz I Got You. Zarówno Kathy Iandoli, jak i Robbie Daw chwalili piosenkę: wcześniej opisywali ją jako "równie przebojową", jak Fire Under My Feet, później dodali, że jest to "uduchowiona ballada, która jak wiele piosenek Lewis jest pełna emocji". Benjamin Lindsay z Next Magazine umieścił utwór na liście "wyróżniających się" piosenek z całego albumu wraz z Fire Under My Feet, You Know Me When oraz The Essence of Me.

## Format wydania
Album version
1. "Thunder" (Album version) – 3:43
2. "Thunder" (Acoustic album version) – 3:17

Single – Danny Verde Remix
1. "Thunder" (Danny Verde remix) – 5:55

Single – Tom Swoon Remix
1. "Thunder" (Tom Swoon remix) – 3:17

## Pozycje na listach
| Lista                                    | Najwyższa pozycja |
| ---------------------------------------- | ----------------- |
| Czechy (Singles Digitál Top 100)         | 98                |
| Słowacja (Singles Digitál Top 100)       | 100               |
| Stany Zjednoczone (Adult Contemporary)   | 29                |
| Stany Zjednoczone (Adult Top 40)         | 25                |
| Stany Zjednoczone (Hot Dance Club Songs) | 12                |